# Llista de monuments de Sarrià - Sant Gervasi
Llista de monuments de Sarrià - Sant Gervasi (Barcelona) inclosos en l'Inventari del Patrimoni Arquitectònic de Catalunya i en el catàleg de Patrimoni Arquitectònic de Barcelona.

## Monuments d'Interès Nacional
Monuments inscrits en el Registre de Béns Culturals d'Interès Nacional (BCIN) amb la classificació de monuments històrics per ser una construcció o altra obra material produïda per l'activitat humana que configura una unitat singular de les més rellevants del patrimoni cultural català.
| Monument                                              | Protecció       | Estil/època                                                                        | Localització                                                                              | Coordenades                                          | Codi?         | Imatge |
| ----------------------------------------------------- | --------------- | ---------------------------------------------------------------------------------- | ----------------------------------------------------------------------------------------- | ---------------------------------------------------- | ------------- | --- |
| Torre Figueres - Bellesguard                          | BCIN 39-MH-EN   | Modernisme Antoni Gaudí XIX-XX                                                     | Barcelona C. de Bellesguard, 16-20                                                        | 41° 24′ 34″ N, 2° 07′ 36″ E / 41.409444°N,2.126667°E | RI-51-0003817 | Bellesguard (Barcelona) · Vegeu més fotos d'aquest monument · Carregueu una nova foto d'aquest monument                        |
| Porta i tanca de la Finca Miralles                    | BCIN 40-MH-EN   | Modernisme Antoni Gaudí XX                                                         | Barcelona Pg. de Manuel Girona, 55 bis                                                    | 41° 23′ 31″ N, 2° 07′ 39″ E / 41.392005°N,2.127468°E | RI-51-0003816 | Porta i tanca de la Finca Miralles (Barcelona) · Vegeu més fotos d'aquest monument · Carregueu una nova foto d'aquest monument |
| Col·legi Teresià, o Col·legi de Santa Teresa de Jesús | BCIN 54-MH-EN   | Modernisme Antoni Gaudí XIX Final                                                  | Barcelona C. de Ganduxer, 85-105                                                          | 41° 23′ 59″ N, 2° 08′ 00″ E / 41.399765°N,2.133198°E | RI-51-0003820 | Col·legi Teresià (Barcelona) · Vegeu més fotos d'aquest monument · Carregueu una nova foto d'aquest monument                   |
| Casa Tosquella                                        | BCIN 72-MH      | Modernisme Eduard Maria Balcells i Buïgas; Juan Caballé XX (1889; reforma 1906-07) | Barcelona C. Vallirana, 91-93 - c. Ballester, 4-6 - rda. General Mitre, 221-223           | 41° 24′ 21″ N, 2° 08′ 41″ E / 41.405801°N,2.144734°E | RI-51-0003960 | Casa Tosquella (Barcelona) · Vegeu més fotos d'aquest monument · Carregueu una nova foto d'aquest monument                     |
| Cases Ramos                                           | BCIN 298-MH     | Modernisme Jaume Torres i Grau XX                                                  | Barcelona Plaça de Lesseps, 30-32                                                         | 41° 24′ 22″ N, 2° 08′ 58″ E / 41.406069°N,2.149547°E | RI-51-0010700 | Cases Ramos (Barcelona) · Vegeu més fotos d'aquest monument · Carregueu una nova foto d'aquest monument                        |
| Castell d'Olorda                                      | BCIN 1047-MH    | Gòtic XIV                                                                          | Barcelona Ctra. Santa Creu d'Olorda a Sarrià (BV 1468), 417-419 - pl. Santa Creu d'Olorda | 41° 24′ 58″ N, 2° 03′ 28″ E / 41.416167°N,2.057778°E | RI-51-0005543 | Castell d'Olorda (Barcelona) · Vegeu més fotos d'aquest monument · Carregueu una nova foto d'aquest monument                   |
| Habitatges Camp d'en Vidal, Casa J. Espona            | BCIN 1979-MH    | Racionalisme Raimon Duran i Reynals XX (1933-1935)                                 | Barcelona C. Camp d'en Vidal, 16 - c. Aribau, 243                                         | 41° 23′ 52″ N, 2° 08′ 49″ E / 41.397911°N,2.146830°E | RI-51-0010903 | Habitatges Camp d'en Vidal (Barcelona) · Vegeu més fotos d'aquest monument · Carregueu una nova foto d'aquest monument         |
| Observatori Fabra                                     | BCIN 4273-MH-EN | Modernista Josep Domènech i Estapà 1902-04                                         | Barcelona Ctra. Observatori Fabra, 27                                                     | 41° 25′ 06″ N, 2° 07′ 27″ E / 41.418472°N,2.124201°E | IPA-40478     | Observatori Fabra (Barcelona) · Vegeu més fotos d'aquest monument · Carregueu una nova foto d'aquest monument                  |

## Monuments d'Interès Local
Monuments declarats com Béns Culturals d'Interès Local (BCIL), inclosos en el Catàleg de Patrimoni Arquitectònic de Barcelona amb el nivell de protecció B.
| Monument | Protecció | Estil/època                                                                                           | Localització | Coordenades                                          | Codi?     | Imatge |
| --- | --------- | --- | --- | ---------------------------------------------------- | --------- | --- |
| Casa Muntades | BCIL 2000 | Modernisme Josep Puig i Cadafalch 1901                                                                | Barcelona Av. Tibidabo, 48 | 41° 24′ 56″ N, 2° 07′ 59″ E / 41.415468°N,2.133103°E | IPA-329   | Casa Muntades (Barcelona) · Vegeu més fotos d'aquest monument · Carregueu una nova foto d'aquest monument                                           |
| Casa Mercè Pastor de Cruïlles, Residència Mater Salvatoris, el Roserar, Casa o Torre Cruïlles, Casa dels Marquesos de Cruïlles | BCIL 2000 | Modernisme, historicisme Josep Puig i Cadafalch 1908                                                  | Barcelona Ctra Vallvidrera al Tibidabo 102-104 - Camí Sant Cugat 58-68                                                        | 41° 25′ 27″ N, 2° 07′ 09″ E / 41.424137°N,2.119172°E | IPA-331   | Casa Mercè Pastor de Cruïlles (Barcelona) · Vegeu més fotos d'aquest monument · Carregueu una nova foto d'aquest monument                           |
| Església de Santa Creu d'Olorda                                                                                                | BCIL 2000 | Arquitectura popular amb elements barrocs X, XI, 1632, 1864                                           | Barcelona Ctra. Santa Creu d'Olorda a Sarrià (BV 1468), 417-419 - pl. Santa Creu d'Olorda                                     | 41° 24′ 58″ N, 2° 03′ 29″ E / 41.416236°N,2.058096°E | IPA-18649 | Església de Santa Creu d'Olorda (Barcelona) · Vegeu més fotos d'aquest monument · Carregueu una nova foto d'aquest monument                         |
| Torre i jardins dels Marquesos de Sentmenat, Mas Teixidó, Fundació Eina                                                        | BCIL 2000 | Gòtic-renaixement Esteve Bosch, Andreu Bosch i Gaspar Barriel Segles XIV-XIX; remodelació total: 1993 | Barcelona C. Desert, 1-9 - c. Can Caralleu, 6-14 - Jardins de Can Sentmenat                                                   | 41° 24′ 10″ N, 2° 06′ 52″ E / 41.402854°N,2.114372°E | IPA-30322 | Torre i jardins dels Marquesos de Sentmenat (Barcelona) · Vegeu més fotos d'aquest monument · Carregueu una nova foto d'aquest monument             |
| Can Mestres, Can Maestre | BCIL 2000 | Obra popular Segle XVI; reforma: segle XVIII                                                          | Barcelona Av. Vallvidrera, 25-47                                                                                              | 41° 24′ 24″ N, 2° 06′ 50″ E / 41.406628°N,2.114004°E | IPA-30347 | Can Mestres (Barcelona) · Vegeu més fotos d'aquest monument · Carregueu una nova foto d'aquest monument                                             |
| Torre de Santa Margarida, Antic monestir de Santa Margarida de Valldonzella                                                    | BCIL 2000 | Obra popular XIII                                                                                     | Barcelona Camí de Santa Margarida de Valldonzella                                                                             | 41° 24′ 24″ N, 2° 04′ 17″ E / 41.406652°N,2.071268°E | IPA-38276 | Torre de Santa Margarida (Barcelona) · Vegeu més fotos d'aquest monument · Carregueu una nova foto d'aquest monument                                |
| Casa Manuel Arnús, El Pinar | BCIL 2000 | Modernisme Enric Sagnier i Villavecchia 1903                                                          | Barcelona C. Manuel Arnús, 1-31 - Pl. Doctor Andreu                                                                           | 41° 25′ 00″ N, 2° 07′ 54″ E / 41.416634°N,2.131801°E | IPA-30352 | Casa Manuel Arnús (Barcelona) · Vegeu més fotos d'aquest monument · Carregueu una nova foto d'aquest monument                                       |
| Can Canals-Miralles | BCIL 2000 | Neoclàssic XVIII-XIX                                                                                  | Barcelona C. Major de Sarrià, 74 - c. Canet, 1-9                                                                              | 41° 23′ 54″ N, 2° 07′ 21″ E / 41.398355°N,2.122366°E | IPA-30355 | Can Canals-Miralles (Barcelona) · Vegeu més fotos d'aquest monument · Carregueu una nova foto d'aquest monument                                     |
| Torre Castanyer | BCIL 2000 | Neoclassicisme Francesc Mitjans i Miró XIX, 1959-61                                                   | Barcelona Pg. Sant Gervasi, 5-13                                                                                              | 41° 24′ 29″ N, 2° 08′ 03″ E / 41.408165°N,2.134216°E | IPA-30357 | Torre Castanyer (Barcelona) · Vegeu més fotos d'aquest monument · Carregueu una nova foto d'aquest monument                                         |
| Can Senillosa | BCIL 2000 | Neoclàssic 1870, aprox.                                                                               | Barcelona C. Fontcoberta, 9-13                                                                                                | 41° 23′ 42″ N, 2° 07′ 26″ E / 41.395134°N,2.123915°E | IPA-30367 | Can Senillosa (Barcelona) · Vegeu més fotos d'aquest monument · Carregueu una nova foto d'aquest monument                                           |
| Can Ponsich, Ca l'Alós | BCIL 2000 | Historicisme neogòtic August Font i Carreras 1849; reforma: 1892                                      | Barcelona C. Domínguez Miralles, 1-19 - c. Enric Giménez, 20-26 - av. Foix                                                    | 41° 23′ 48″ N, 2° 07′ 08″ E / 41.396738°N,2.11888°E  | IPA-30368 | Can Ponsich (Barcelona) · Vegeu més fotos d'aquest monument · Carregueu una nova foto d'aquest monument                                             |
| Can Raspall (Col·legi Estudis Generals Lluís Vives)                                                                            | BCIL 2000 | Arquitectura popular Segle XVII                                                                       | Barcelona Pg. Manuel Girona, 35-37                                                                                            | 41° 23′ 29″ N, 2° 07′ 26″ E / 41.391448°N,2.123968°E | IPA-30375 | Can Raspall (Barcelona) · Vegeu més fotos d'aquest monument · Carregueu una nova foto d'aquest monument                                             |
| Casa Llansà | BCIL 2000 | Neoclàssic Segle XVIII                                                                                | Barcelona Pl. Sarrià, 12 - c. Major de Sarrià, 114                                                                            | 41° 24′ 00″ N, 2° 07′ 18″ E / 41.400123°N,2.121563°E | IPA-30376 | Casa Llansà (Barcelona) · Vegeu més fotos d'aquest monument · Carregueu una nova foto d'aquest monument                                             |
| Can Canals | BCIL 2000 | Arquitectura popular XIX                                                                              | Barcelona Pl. Calvó, 1-2 - c. Infanta Isabel, 1-3 - c. Quatre Camins, 63-71                                                   | 41° 24′ 38″ N, 2° 07′ 50″ E / 41.410629°N,2.130551°E | IPA-30379 | Can Canals (Barcelona) · Vegeu més fotos d'aquest monument · Carregueu una nova foto d'aquest monument                                              |
| Església de Sant Vicenç de Sarrià, Església de Sant Vicenç Màrtir                                                              | BCIL 2000 | Neoclassicisme Josep Mas d'Ordal 1781-1816                                                            | Barcelona Pl. Sarrià, 10 bis - plta. Roser, 2-4 - pg. Reina Elisenda de Montcada, 1                                           | 41° 23′ 59″ N, 2° 07′ 16″ E / 41.399671°N,2.121187°E | IPA-40211 | Església de Sant Vicenç de Sarrià (Barcelona) · Vegeu més fotos d'aquest monument · Carregueu una nova foto d'aquest monument                       |
| Casa Rodríguez Arias | BCIL 2000 | Racionalisme German Rodríguez Arias 1930-31                                                           | Barcelona Via Augusta, 61 | 41° 24′ 00″ N, 2° 09′ 05″ E / 41.39992°N,2.151475°E  | IPA-40300 | Casa Rodríguez Arias (Barcelona) · Vegeu més fotos d'aquest monument · Carregueu una nova foto d'aquest monument                                    |
| Círculo Ecuestre, Casa Pérez Samanillo                                                                                         | BCIL 2000 | Modernisme Joan Josep Hervàs i Arizmendi; Raimon Duran i Reynals 1910; 1948                           | Barcelona C. Balmes, 169-169 bis - av. Diagonal, 502-504                                                                      | 41° 23′ 44″ N, 2° 09′ 15″ E / 41.395577°N,2.154123°E | IPA-40312 | Círculo Ecuestre (Barcelona) · Vegeu més fotos d'aquest monument · Carregueu una nova foto d'aquest monument                                        |
| Casa Muley-Afid | BCIL 2000 | Modernisme Josep Puig i Cadafalch 1911-14                                                             | Barcelona Pg. Bonanova, 55 - c. Dalmases, 63                                                                                  | 41° 24′ 13″ N, 2° 07′ 44″ E / 41.403707°N,2.128802°E | IPA-40319 | Casa Muley-Afid (Barcelona) · Vegeu més fotos d'aquest monument · Carregueu una nova foto d'aquest monument                                         |
| Col·legi de Sant Ignasi de Loiola, Jesuïtes de Sarrià                                                                          | BCIL 2000 | Historicisme Joan Martorell i Montells; Francesc Salvat 1892-1942                                     | Barcelona C. Carrasco i Formiguera, 28-32 - via Augusta, 380-382 - c. Anglí, 67 - pl. Benet XV, 2-4 - c. General Vives, 28-40 | 41° 24′ 13″ N, 2° 07′ 16″ E / 41.403645°N,2.121063°E | IPA-40332 | Col·legi de Sant Ignasi de Loiola (Barcelona) · Vegeu més fotos d'aquest monument · Carregueu una nova foto d'aquest monument                       |
| Convent de Valldonzella, Monestir de Santa Maria de Valldonzella                                                               | BCIL 2000 | Eclecticisme Bernardí Martorell i Puig 1910-22                                                        | Barcelona C. Cister, 39-45 - pl. Calvó, 3 - c. Claravall, 1-3 - c. Jesús i Maria, 18-30 - c. Vista Bella, 16-20               | 41° 24′ 44″ N, 2° 07′ 50″ E / 41.412207°N,2.130628°E | IPA-40346 | Convent de Valldonzella (Barcelona) · Vegeu més fotos d'aquest monument · Carregueu una nova foto d'aquest monument                                 |
| Casa Sastre i Marqués | BCIL 2000 | Modernisme Josep Puig i Cadafalch 1905; ampliació: 1931                                               | Barcelona C. Eduardo Conde, 44 - c. Cardenal Vives i Tutó, 29-35                                                              | 41° 23′ 40″ N, 2° 07′ 16″ E / 41.394536°N,2.121211°E | IPA-40375 | Casa Sastre i Marqués (Barcelona) · Vegeu més fotos d'aquest monument · Carregueu una nova foto d'aquest monument                                   |
| Església de Santa Maria de Vallvidrera                                                                                         | BCIL 2000 | Gòtic tardà Lleonard Bosch 1540-87                                                                    | Barcelona Ctra. Església, 93 - camí de la Llenega, 6-12                                                                       | 41° 25′ 07″ N, 2° 05′ 58″ E / 41.418728°N,2.09945°E  | IPA-40380 | Església de Santa Maria de Vallvidrera (Barcelona) · Vegeu més fotos d'aquest monument · Carregueu una nova foto d'aquest monument                  |
| Casa Parés de Plet | BCIL 2000 | Modernisme Bonaventura Bassegoda i Amigó 1910-12                                                      | Barcelona C. Muntaner, 231 | 41° 23′ 40″ N, 2° 08′ 56″ E / 41.394515°N,2.148786°E | IPA-40441 | Casa Parés de Plet (Barcelona) · Vegeu més fotos d'aquest monument · Carregueu una nova foto d'aquest monument                                      |
| Cases Josefa López | BCIL 2000 | Racionalisme Josep Lluís Sert i López 1930-31                                                         | Barcelona C. Muntaner, 342-348 - c. Rector Ubach, 21                                                                          | 41° 23′ 54″ N, 2° 08′ 39″ E / 41.398335°N,2.144089°E | IPA-40442 | Cases Josefa López (Barcelona) · Vegeu més fotos d'aquest monument · Carregueu una nova foto d'aquest monument                                      |
| Edifici Illescas | BCIL 2000 | Racionalisme Sixte Illescas i Mirosa 1934-35                                                          | Barcelona C. Pàdua, 96 - c. Ríos Rosas, 30                                                                                    | 41° 24′ 15″ N, 2° 08′ 38″ E / 41.404181°N,2.143767°E | IPA-40443 | Edifici Illescas (Barcelona) · Vegeu més fotos d'aquest monument · Carregueu una nova foto d'aquest monument                                        |
| La Rotonda | BCIL 2000 | Modernisme Adolf Ruiz i Casamitjana Projecte: 1906                                                    | Barcelona Pg. Sant Gervasi, 51-53 - c. Lleó XIII, 1-3 - av. Tibidabo, 2-4 - Pl. John F. Kennedy                               | 41° 24′ 37″ N, 2° 08′ 14″ E / 41.410373°N,2.1372°E   | IPA-40466 | La Rotonda (Barcelona) · Vegeu més fotos d'aquest monument · Carregueu una nova foto d'aquest monument                                              |
| Casa Roviralta, El Frare Blanc                                                                                                 | BCIL 2000 | Modernisme Joan Rubió i Bellvé 1903-13                                                                | Barcelona Av. Tibidabo, 31 - c. Teodor Roviralta, 8-10 - c. Roman Macaya, 1-5                                                 | 41° 24′ 48″ N, 2° 08′ 04″ E / 41.413298°N,2.134428°E | IPA-40475 | Casa Roviralta (Barcelona) · Vegeu més fotos d'aquest monument · Carregueu una nova foto d'aquest monument                                          |
| Casa Fornells | BCIL 2000 | Modernisme Joan Rubió i Bellvé 1903, aprox.; ampliació: 1940                                          | Barcelona Av. Tibidabo, 35-37 - c. Bosch i Alsina, 1 - c. Teodor Roviralta, 14                                                | 41° 24′ 51″ N, 2° 08′ 02″ E / 41.414038°N,2.133841°E | IPA-40476 | Casa Fornells (Barcelona) · Vegeu més fotos d'aquest monument · Carregueu una nova foto d'aquest monument                                           |
| Torre de les Aigües de Dos Rius                                                                                                | BCIL 2000 | Arquitectura industrial Josep Amargós i Samaranch 1902-1905                                           | Barcelona Ctra. Vallvidrera al Tibidabo, 107                                                                                  | 41° 25′ 22″ N, 2° 07′ 09″ E / 41.422808°N,2.119258°E | IPA-40477 | Torre de les Aigües de Dos Rius (Barcelona) · Vegeu més fotos d'aquest monument · Carregueu una nova foto d'aquest monument                         |
| Casa Rialp | BCIL 2000 | Modernisme Joan Rubió i Bellvé 1904; 1908-10                                                          | Barcelona C. Dominics, 14 - c. Vendrell, 6                                                                                    | 41° 24′ 37″ N, 2° 07′ 59″ E / 41.410364°N,2.133072°E | IPA-41177 | Casa Rialp (Barcelona) · Vegeu més fotos d'aquest monument · Carregueu una nova foto d'aquest monument                                              |
| Casa Alemany | BCIL 2000 | Modernisme Joan Rubió i Bellvé 1900-01                                                                | Barcelona C. General Vives, 29 - c. Martorell i Peña, 8                                                                       | 41° 24′ 21″ N, 2° 07′ 11″ E / 41.405926°N,2.119594°E | IPA-41181 | Casa Alemany (Barcelona) · Vegeu més fotos d'aquest monument · Carregueu una nova foto d'aquest monument                                            |
| Casa Baurier i Jardí | BCIL 2000 | Modernisme Jaume Bayó i Font 1910                                                                     | Barcelona C. Iradier, 5 bis - c. Esperança, 9                                                                                 | 41° 24′ 14″ N, 2° 07′ 32″ E / 41.403958°N,2.125672°E | IPA-41185 | Casa Baurier i Jardí (Barcelona) · Vegeu més fotos d'aquest monument · Carregueu una nova foto d'aquest monument                                    |
| Estació superior del Funicular de Vallvidrera                                                                                  | BCIL 2000 | Modernisme Bonaventura Conill i Montobbio 1905                                                        | Barcelona C. Queralt, 20 - c. Alberes, 14 - av. Vallvidrera, 66                                                               | 41° 24′ 51″ N, 2° 06′ 20″ E / 41.414194°N,2.105641°E | IPA-41203 | Estació superior del Funicular de Vallvidrera (Barcelona) · Vegeu més fotos d'aquest monument · Carregueu una nova foto d'aquest monument           |
| Col·legi de Jesús-Maria | BCIL 2000 | Historicisme Enric Sagnier i Villavecchia 1892-97                                                     | Barcelona Pg. Sant Gervasi, 15-21 - c. Torre Castanyer - c. Jesús i Maria, 1-25 - c. Vendrell                                 | 41° 24′ 31″ N, 2° 08′ 00″ E / 41.408743°N,2.133332°E | IPA-41218 | Col·legi de Jesús-Maria (Barcelona) · Vegeu més fotos d'aquest monument · Carregueu una nova foto d'aquest monument                                 |
| Casa Manuel Dolcet, Casa Dolcet, antiga Escola Eina                                                                            | BCIL 2000 | Modernisme Joan Rubió i Bellvé 1906-07                                                                | Barcelona Av. Vallvidrera, 44 bis                                                                                             | 41° 24′ 27″ N, 2° 06′ 51″ E / 41.407495°N,2.114173°E | IPA-41228 | Casa Manuel Dolcet (Barcelona) · Vegeu més fotos d'aquest monument · Carregueu una nova foto d'aquest monument                                      |
| Escoles Blanquerna | BCIL 2000 | Racionalisme Jaume Mestres i Fossas 1930-33                                                           | Barcelona Via Augusta, 138-154                                                                                                | 41° 24′ 01″ N, 2° 08′ 41″ E / 41.400169°N,2.14472°E  | IPA-42419 | Escoles Blanquerna (Barcelona) · Vegeu més fotos d'aquest monument · Carregueu una nova foto d'aquest monument                                      |
| Edifici Mariano Pidelaserra | BCIL 2000 | Art-déco Ramon Puig i Gairalt 1935                                                                    | Barcelona C. Balmes, 178-180 - c. Comte de Salvatierra, 1-3                                                                   | 41° 23′ 46″ N, 2° 09′ 14″ E / 41.396228°N,2.153839°E | IPA-42420 | Edifici Mariano Pidelaserra (Barcelona) · Vegeu més fotos d'aquest monument · Carregueu una nova foto d'aquest monument                             |
| Convent del Redemptor | BCIL 2000 | Modernisme Bernardí Martorell i Puig 1926; 1993-95                                                    | Barcelona C. Bellesguard, 30 - camí del Cementiri de San Gervasi                                                              | 41° 24′ 36″ N, 2° 07′ 35″ E / 41.410016°N,2.126278°E | IPA-42421 | Convent del Redemptor (Barcelona) · Vegeu més fotos d'aquest monument · Carregueu una nova foto d'aquest monument                                   |
| Edifici Catasús | BCIL 2000 | Racionalisme Josep Antoni Coderch de Sentmenat i Manuel Valls Vergés 1958-61                          | Barcelona C. Johann Sebastian Bach, 7-7 bis                                                                                   | 41° 23′ 44″ N, 2° 08′ 20″ E / 41.395677°N,2.138938°E | IPA-42422 | Edifici Catasús (Barcelona) · Vegeu més fotos d'aquest monument · Carregueu una nova foto d'aquest monument                                         |
| Sanatori Antituberculós (safareigs)                                                                                            | BCIL 2000 | Modernisme Joan Rubió i Bellvé 1905                                                                   | Barcelona C. Júpiter, 7 | 41° 25′ 41″ N, 2° 05′ 53″ E / 41.428161°N,2.097924°E | IPA-42423 | Sanatori Antituberculós (Barcelona) · Vegeu més fotos d'aquest monument · Carregueu una nova foto d'aquest monument                                 |
| Villa Matilde, Col·legi Major Montseny                                                                                         | BCIL 2000 | Modernisme 1910, aprox.                                                                               | Barcelona C. Portolà, 6 - c. Claudi Sabadell, 7-9                                                                             | 41° 24′ 39″ N, 2° 08′ 34″ E / 41.410872°N,2.142892°E | IPA-42424 | Villa Matilde (Barcelona) · Vegeu més fotos d'aquest monument · Carregueu una nova foto d'aquest monument                                           |
| Torre A.F. | BCIL 2000 | Modernisme 1905, aprox.                                                                               | Barcelona C. Portolà, 13 - c. Espinoi, 1B                                                                                     | 41° 24′ 39″ N, 2° 08′ 30″ E / 41.410766°N,2.141551°E | IPA-42425 | Torre A.F. (Barcelona) · Vegeu més fotos d'aquest monument · Carregueu una nova foto d'aquest monument                                              |
| Edifici d'habitatges al carrer Ravella, 15                                                                                     | BCIL 2000 | Modernisme Inici segle XX                                                                             | Barcelona C. Ravella, 15 | 41° 24′ 03″ N, 2° 08′ 16″ E / 41.40072°N,2.137765°E  | IPA-42426 | Edifici d'habitatges c. Ravella, 15 (Barcelona) · Vegeu més fotos d'aquest monument · Carregueu una nova foto d'aquest monument                     |
| Casa-estudi Antoni Tàpies | BCIL 2000 | Darreres tendències Josep Antoni Coderch de Sentmenat i Manuel Valls Vergés 1960-63                   | Barcelona C. Saragossa, 57 | 41° 24′ 08″ N, 2° 08′ 56″ E / 41.402227°N,2.148776°E | IPA-42427 | Casa-estudi Antoni Tàpies (Barcelona) · Vegeu més fotos d'aquest monument · Carregueu una nova foto d'aquest monument                               |
| Casa de la Vila de Sarrià | BCIL 2000 | Eclecticisme Francesc Mariné i Martorell 1895                                                         | Barcelona Pl. Consell de la Vila, 7 - c. Negrevernís, 1                                                                       | 41° 23′ 57″ N, 2° 07′ 17″ E / 41.399079°N,2.121379°E | IPA-42428 | Casa de la Vila de Sarrià (Barcelona) · Vegeu més fotos d'aquest monument · Carregueu una nova foto d'aquest monument                               |
| Casa Casacuberta | BCIL 2000 | Modernisme Joan Rubió i Bellvé 1907                                                                   | Barcelona Av. Tibidabo, 56 - c. Lluís Muntadas, 2                                                                             | 41° 24′ 55″ N, 2° 07′ 54″ E / 41.415382°N,2.131711°E | IPA-42429 | Casa Casacuberta (Barcelona) · Vegeu més fotos d'aquest monument · Carregueu una nova foto d'aquest monument                                        |
| Edificis originals de les atraccions del Tibidabo                                                                              | BCIL 2000 | Rubió i Bellver 1906                                                                                  | Barcelona Pl. Tibidabo, 1-4 - ctra. Vallvidrera al Tibidabo, 55-65 - c. colònia del Tibidabo, 2-6                             | 41° 25′ 18″ N, 2° 07′ 12″ E / 41.421751°N,2.120044°E | IPA-42430 | Edificis originals de les atraccions del Tibidabo (Barcelona) · Vegeu més fotos d'aquest monument · Carregueu una nova foto d'aquest monument       |
| Edifici d'habitatges al carrer Johann Sebastian Bach, 2                                                                        | BCIL 2000 | Darreres tendències Ricardo Bofill Leví 1963-65                                                       | Barcelona C. Johann Sebastian Bach, 2 - pl. Sant Gregori Taumaturg, 3                                                         | 41° 23′ 41″ N, 2° 08′ 19″ E / 41.394699°N,2.138597°E | IPA-42432 | Edifici d'habitatges al carrer Johann Sebastian Bach, 2 (Barcelona) · Vegeu més fotos d'aquest monument · Carregueu una nova foto d'aquest monument |
| Edifici d'habitatges al carrer Johann Sebastian Bach, 28                                                                       | BCIL 2000 | Darreres tendències Ricardo Bofill Leví 1962-63                                                       | Barcelona C. Johann Sebastian Bach, 28                                                                                        | 41° 23′ 49″ N, 2° 08′ 26″ E / 41.396844°N,2.140566°E | IPA-42433 | Edifici d'habitatges c. Johann Sebastian Bach, 28 (Barcelona) · Vegeu més fotos d'aquest monument · Carregueu una nova foto d'aquest monument       |
| Unión Suiza de Relojería | BCIL 2016 | 1945                                                                                                  | Barcelona Av. Diagonal, 482 - via Augusta, 1-3                                                                                | 41° 23′ 45″ N, 2° 09′ 19″ E / 41.395776°N,2.155364°E | IPA-43607 | Unión Suiza de Relojería (Barcelona) · Vegeu més fotos d'aquest monument · Carregueu una nova foto d'aquest monument                                |

## Altres monuments inventariats
Resta de monuments inclosos a l'Inventari del Patrimoni Arquitectònic de Catalunya i de béns amb protecció urbanística inclosos al Catàleg de Patrimoni Arquitectònic de Barcelona amb els nivells de protecció:
- Nivell C (Bé d'Interès Urbanístic) amb proteccions parcials o de certs elements.[3]
- Nivell D (Bé d'Interès Documental) amb protecció documental que permet l'enderrocament després d'un estudi històricoarquitectònic.[3]

Els elements desapareguts però encara inclosos a l'Inventari del Patrimoni Arquitectònic de Catalunya no apareixen en aquesta llista. Vegeu-los a la llista d'antics monuments de Barcelona.
| Monument                                                                                     | Protecció | Estil/època                                                       | Localització                                                                            | Coordenades                                          | Codi?     | Imatge |
| -------------------------------------------------------------------------------------------- | --------- | ----------------------------------------------------------------- | --------------------------------------------------------------------------------------- | ---------------------------------------------------- | --------- | --- |
| Cal Nazari                                                                                   |           | Obra popular XVIII                                                | Barcelona C. Pelfort, 39                                                                | 41° 24′ 45″ N, 2° 05′ 54″ E / 41.41256°N,2.09840°E   | IPA-30327 | Cal Nazari (Barcelona) · Vegeu més fotos d'aquest monument · Carregueu una nova foto d'aquest monument                                                    |
| Col·legi Públic República Argentina                                                          |           | Noucentisme XX                                                    | Barcelona C. Balmes, 300                                                                | 41° 24′ 08″ N, 2° 08′ 45″ E / 41.402266°N,2.145959°E | IPA-30233 | Col·legi Públic República Argentina (Barcelona) · Vegeu més fotos d'aquest monument · Carregueu una nova foto d'aquest monument                           |
| Can Tano                                                                                     |           | Obra popular XX                                                   | Barcelona Camí de Sant Cugat                                                            | 41° 25′ 32″ N, 2° 07′ 06″ E / 41.425531°N,2.118247°E | IPA-30321 | Can Tano (Barcelona) · Vegeu més fotos d'aquest monument · Carregueu una nova foto d'aquest monument                                                      |
| Cal Totxo                                                                                    |           | Obra popular XX                                                   | Barcelona Camí de Sant Cugat, 25                                                        | 41° 25′ 18″ N, 2° 06′ 58″ E / 41.42178°N,2.11603°E   | IPA-30324 | Cal Totxo (Barcelona) · Vegeu més fotos d'aquest monument · Carregueu una nova foto d'aquest monument                                                     |
| Masia Catalana                                                                               |           | Historicista Josep Masdeu i Puigdemasa 1916-17                    | Barcelona Camí de Cal Totxo 24-28 - camí de Sant Cugat, 38                              | 41° 25′ 20″ N, 2° 07′ 00″ E / 41.422112°N,2.116708°E | IPA-30325 | Masia Catalana (Barcelona) · Vegeu més fotos d'aquest monument · Carregueu una nova foto d'aquest monument                                                |
| Can Xoliu                                                                                    |           | Obra popular XIX                                                  | Barcelona Camí de la Budellera al Tibidabo                                              | 41° 25′ 14″ N, 2° 06′ 54″ E / 41.420649°N,2.114918°E | IPA-30326 | Can Xoliu (Barcelona) · Vegeu més fotos d'aquest monument · Carregueu una nova foto d'aquest monument                                                     |
| Can Solias                                                                                   |           | Obra popular XIX                                                  | Barcelona C. Mont d'Orsà, 22-24                                                         | 41° 24′ 41″ N, 2° 06′ 11″ E / 41.411262°N,2.102952°E | IPA-30330 | Can Solias (Barcelona) · Vegeu més fotos d'aquest monument · Carregueu una nova foto d'aquest monument                                                    |
| Can Sissí o Cal Sisí                                                                         |           | Obra popular XIX                                                  | Barcelona Camí de la Llenega, 9                                                         | 41° 25′ 04″ N, 2° 05′ 57″ E / 41.417689°N,2.099138°E | IPA-30331 | Can Sissí (Barcelona) · Vegeu més fotos d'aquest monument · Carregueu una nova foto d'aquest monument                                                     |
| Can Llevallol                                                                                |           | Obra popular XVI                                                  | Barcelona Camí de Can Sauró                                                             | 41° 24′ 38″ N, 2° 05′ 35″ E / 41.410474°N,2.093145°E | IPA-30335 | Can Llevallol (Barcelona) · Vegeu més fotos d'aquest monument · Carregueu una nova foto d'aquest monument                                                 |
| Can Calopa de Dalt                                                                           |           | Obra popular XVIII                                                | Barcelona Ctra. de Santa Creu d'Olorda 449-529                                          | 41° 25′ 45″ N, 2° 03′ 41″ E / 41.429251°N,2.061507°E | IPA-30338 | Can Calopa de Dalt (Barcelona) · Vegeu més fotos d'aquest monument · Carregueu una nova foto d'aquest monument                                            |
| Can Balasc                                                                                   |           | Obra popular XVI                                                  | Barcelona Camí de Can Balasc                                                            | 41° 25′ 48″ N, 2° 04′ 41″ E / 41.430069°N,2.078084°E | IPA-30342 | Can Balasc (Barcelona) · Vegeu més fotos d'aquest monument · Carregueu una nova foto d'aquest monument                                                    |
| Can Mandó                                                                                    |           | Obra popular XVIII                                                | Barcelona Camí de Can Mandó                                                             | 41° 25′ 13″ N, 2° 06′ 48″ E / 41.420239°N,2.113350°E | IPA-30343 | Can Mandó (Barcelona) · Vegeu més fotos d'aquest monument · Carregueu una nova foto d'aquest monument                                                     |
| Ca n'Estisora                                                                                |           | Obra popular XVIII                                                | Barcelona Camí de Ca n'Estisora                                                         | 41° 25′ 17″ N, 2° 06′ 40″ E / 41.421527°N,2.111076°E | IPA-30344 | Ca n'Estisora (Barcelona) · Vegeu més fotos d'aquest monument · Carregueu una nova foto d'aquest monument                                                 |
| Mas de l'església de Santa Maria de Vallvidrera                                              |           | Obra popular XVIII                                                | Barcelona Ctra. de l'Església                                                           | 41° 25′ 07″ N, 2° 05′ 58″ E / 41.418623°N,2.099416°E | IPA-30348 | Mas de l'Església de Santa Maria de Vallvidrera (Barcelona) · Vegeu més fotos d'aquest monument · Carregueu una nova foto d'aquest monument               |
| Vil·la Joana                                                                                 |           | Obra popular XVI                                                  | Barcelona Ctra. de l'Església, 80-108                                                   | 41° 25′ 11″ N, 2° 06′ 00″ E / 41.419789°N,2.099889°E | IPA-30349 | Vil·la Joana (Barcelona) · Vegeu més fotos d'aquest monument · Carregueu una nova foto d'aquest monument                                                  |
| Casa de la Budellera                                                                         |           | Obra popular amb reformes historicistes XVIII                     | Barcelona Parc Budellera, 15-17                                                         | 41° 25′ 08″ N, 2° 06′ 39″ E / 41.418933°N,2.110762°E | IPA-30351 | Casa de la Budellera (Barcelona) · Vegeu més fotos d'aquest monument · Carregueu una nova foto d'aquest monument                                          |
| Can Pasqual                                                                                  |           | Obra popular XVI                                                  | Barcelona Ctra. de Vallvidrera a Sta. Creu d'Olorda                                     | 41° 25′ 00″ N, 2° 04′ 49″ E / 41.416529°N,2.080267°E | IPA-30353 | Can Pasqual (Barcelona) · Vegeu més fotos d'aquest monument · Carregueu una nova foto d'aquest monument                                                   |
| Can Castellví                                                                                |           | Obra popular XVII                                                 | Barcelona Ctra. de Vallvidrera a Sta. Creu d'Olorda - camí de Can Balasch               | 41° 25′ 13″ N, 2° 04′ 54″ E / 41.420297°N,2.081785°E | IPA-30354 | Can Castellví (Barcelona) · Vegeu més fotos d'aquest monument · Carregueu una nova foto d'aquest monument                                                 |
| Can Galvany, Can Galvany-Castelló, Escola Augusta                                            |           | Neoclassicisme XIX                                                | Barcelona C. Rector Ubach, 60-64 - c. Calvet, 72-82 - c. Reina Victòria, 5-7            | 41° 23′ 49″ N, 2° 08′ 28″ E / 41.396991°N,2.141167°E | IPA-30356 | Can Galvany (Barcelona) · Vegeu més fotos d'aquest monument · Carregueu una nova foto d'aquest monument                                                   |
| Can Raventós o Can Nadal                                                                     |           | Eclecticisme Jaume Feliu i Castelló XVIII-XIX (1848)              | Barcelona C. Bonaplata, 44-52                                                           | 41° 23′ 46″ N, 2° 07′ 26″ E / 41.396027°N,2.123896°E | IPA-30358 | Can Raventós (Barcelona) · Vegeu més fotos d'aquest monument · Carregueu una nova foto d'aquest monument                                                  |
| Torre i jardins de Vil·la Cecília i Amèlia, Casa Eduardo Conde, Centre Cívic Casal de Sarrià |           | Eclecticisme 1909                                                 | Barcelona Pl. Cirici Pellicer, 2 - C. Santa Amèlia 25 - C. Eduardo Conde 22-42          | 41° 23′ 37″ N, 2° 07′ 18″ E / 41.393535°N,2.121649°E | IPA-30361 | Torre i jardins de Vil·la Cecília i Amèlia (Barcelona) · Vegeu més fotos d'aquest monument · Carregueu una nova foto d'aquest monument                    |
| Mas Pomaret                                                                                  |           | Obra popular XVIII                                                | Barcelona C. Pomaret, 25 - c. Planella, 2-4 - c. Canàries, 1                            | 41° 24′ 17″ N, 2° 07′ 25″ E / 41.404811°N,2.123685°E | IPA-30362 | Mas Pomaret (Barcelona) · Vegeu més fotos d'aquest monument · Carregueu una nova foto d'aquest monument                                                   |
| Can Vilana, Centre Mèdic Teknon                                                              |           | Neoclassicisme XVII-XVIII                                         | Barcelona C. Vilana, 12                                                                 | 41° 24′ 24″ N, 2° 07′ 38″ E / 41.406611°N,2.127247°E | IPA-30363 | Can Vilana (Barcelona) · Vegeu més fotos d'aquest monument · Carregueu una nova foto d'aquest monument                                                    |
| Fonda Pedralbes, Torre Talleda                                                               |           | Obra popular XIX                                                  | Barcelona C. Montevideo, 29                                                             | 41° 23′ 50″ N, 2° 06′ 46″ E / 41.397139°N,2.112696°E | IPA-30364 | Fonda Pedralbes (Barcelona) · Vegeu més fotos d'aquest monument · Carregueu una nova foto d'aquest monument                                               |
| Ca n'Altimira                                                                                |           | Historicisme Joan Frexe 1874                                      | Barcelona Pg. de la Bonanova, 29-35                                                     | 41° 24′ 18″ N, 2° 07′ 52″ E / 41.404917°N,2.131194°E | IPA-30365 | Ca n'Altimira (Barcelona) · Vegeu més fotos d'aquest monument · Carregueu una nova foto d'aquest monument                                                 |
| Can Margenat                                                                                 |           | Gòtic, historicisme, noucentisme XVI, XIX                         | Barcelona C. Major de Sarrià, 97-110 - plta. Roser, 3-8 - pl. Sarrià, 10                | 41° 23′ 59″ N, 2° 07′ 18″ E / 41.399667°N,2.1216°E   | IPA-30366 | Can Margenat (Barcelona) · Vegeu més fotos d'aquest monument · Carregueu una nova foto d'aquest monument                                                  |
| Cases Bosch i Canet, Cases Arrenglerades del carrer Canet                                    |           | Obra popular 1836-1920                                            | Barcelona C. Canet, 4-26                                                                | 41° 23′ 54″ N, 2° 07′ 22″ E / 41.398356°N,2.122766°E | IPA-30369 | Cases Bosch i Canet (Barcelona) · Vegeu més fotos d'aquest monument · Carregueu una nova foto d'aquest monument                                           |
| Can Castelló                                                                                 |           | Obra popular XVIII-XX                                             | Barcelona C. Castelló, 1-7 i 3-4 - c. Freixa, 52-56 - c. Raset, 51-55                   | 41° 23′ 56″ N, 2° 08′ 24″ E / 41.398928°N,2.13999°E  | IPA-30370 | Can Castelló (Barcelona) · Vegeu més fotos d'aquest monument · Carregueu una nova foto d'aquest monument                                                  |
| Casa Sagnier                                                                                 |           | Eclecticisme Enric Sagnier i Villavecchia 1900                    | Barcelona C. Brusi, 61                                                                  | 41° 24′ 08″ N, 2° 08′ 38″ E / 41.402111°N,2.143972°E | IPA-30371 | Casa Sagnier (Barcelona) · Vegeu més fotos d'aquest monument · Carregueu una nova foto d'aquest monument                                                  |
| Can Balasc, Can Ràbia                                                                        |           | Obra popular XVIII                                                | Barcelona C. de Santa Fe de Nou Mèxic                                                   | 41° 23′ 38″ N, 2° 08′ 11″ E / 41.39383°N,2.13631°E   | IPA-30372 | Can Balasc (Barcelona) · Vegeu més fotos d'aquest monument · Carregueu una nova foto d'aquest monument                                                    |
| Finca Bonavista                                                                              |           | Obra popular XIX                                                  | Barcelona Parc de l'Oreneta                                                             | 41° 24′ 00″ N, 2° 06′ 46″ E / 41.3999°N,2.112768°E   | IPA-30373 | Finca Bonavista (Barcelona) · Vegeu més fotos d'aquest monument · Carregueu una nova foto d'aquest monument                                               |
| Torre del Marquès d'Alella, Casa Araceli Fabra                                               |           | Eclecticisme 1912-1914                                            | Barcelona C. Muntaner, 288 - C. Marià Cubí 115-145 - C. Avenir 30-32                    | 41° 23′ 48″ N, 2° 08′ 49″ E / 41.39654°N,2.146851°E  | IPA-30378 | Torre del Marquès d'Alella (Barcelona) · Vegeu més fotos d'aquest monument · Carregueu una nova foto d'aquest monument                                    |
| Viaducte de Bellesguard                                                                      |           | Obra popular                                                      | Barcelona C. Bellesguard                                                                | 41° 24′ 34″ N, 2° 07′ 34″ E / 41.409400°N,2.126113°E | IPA-36889 | Viaducte de Bellesguard (Barcelona) · Vegeu més fotos d'aquest monument · Carregueu una nova foto d'aquest monument                                       |
| Casa Arxiu Joan Maragall, antiga Casa Gassó Vidal                                            |           | Neoclassicisme-romàntic XIX                                       | Barcelona C. d'Alfons XII, 79                                                           | 41° 24′ 03″ N, 2° 08′ 50″ E / 41.400822°N,2.147253°E | IPA-40638 | Casa Arxiu Joan Maragall (Barcelona) · Vegeu més fotos d'aquest monument · Carregueu una nova foto d'aquest monument                                      |
| Edifici Mitre                                                                                |           | Darreres tendències Francesc Joan Barba Corsini 1959-1964         | Barcelona Rda. General Mitre, 1-13                                                      | 41° 23′ 36″ N, 2° 07′ 51″ E / 41.393319°N,2.130897°E | IPA-40640 | Edifici Mitre (Barcelona) · Vegeu més fotos d'aquest monument · Carregueu una nova foto d'aquest monument                                                 |
| Mercat Galvany                                                                               |           | Noucentisme, arquitectura del ferro, modernisme XX (1927)         | Barcelona C. Santaló, 55                                                                | 41° 23′ 48″ N, 2° 08′ 37″ E / 41.396618°N,2.143664°E | IPA-41368 | Mercat Galvany (Barcelona) · Vegeu més fotos d'aquest monument · Carregueu una nova foto d'aquest monument                                                |
| Sector de conservació de l'Eixample a Sant Gervasi - Galvany                                 |           |                                                                   | Barcelona Av. Diagonal, 482-600                                                         | 41° 23′ 40″ N, 2° 09′ 01″ E / 41.3944°N,2.1503°E     | IPA-45789 | Sector de conservació de l'Eixample a Sant Gervasi - Galvany (Barcelona) · Vegeu més fotos d'aquest monument · Carregueu una nova foto d'aquest monument  |
| Torre Godó Eguia, Consolat General dels Estats Units d'Amèrica                               |           | Noucentisme Enric Sagnier i Villavecchia 1914                     | Barcelona Pg. Reina Elisenda de Montcada, 23 - c. Domínguez i Miralles                  | 41° 23′ 51″ N, 2° 07′ 02″ E / 41.39755°N,2.11715°E   | IPA-45946 | Torre Godó Eguia (Barcelona) · Vegeu més fotos d'aquest monument · Carregueu una nova foto d'aquest monument                                              |
| Temple Expiatori del Sagrat Cor, Temple Expiatori del Tibidabo                               |           | Eclecticisme Enric Sagnier i Vilavecchia 1902-1962                | Barcelona Pl. Tibidabo, 5                                                               | 41° 25′ 20″ N, 2° 07′ 08″ E / 41.42211°N,2.11885°E   | IPA-46063 | Temple Expiatori del Sagrat Cor (Barcelona) · Vegeu més fotos d'aquest monument · Carregueu una nova foto d'aquest monument                               |
| Pavelló de Ràdio Barcelona                                                                   |           | Racionalisme 1929                                                 | Barcelona Ctra. de Vallvidriera al Tibidabo, 101-103                                    | 41° 25′ 27″ N, 2° 07′ 10″ E / 41.42417°N,2.11952°E   | IPA-46067 | Pavelló de Ràdio Barcelona (Barcelona) · Vegeu més fotos d'aquest monument · Carregueu una nova foto d'aquest monument                                    |
| Jardins del Parc del Turó, Jardins del Turó Park, Jardins Eduard Marquina                    |           | Noucentisme 1934                                                  | Barcelona C. Tenor Viñas - av. Pau Casals, 19 - c. Bori i Fontestà                      | 41° 23′ 41″ N, 2° 08′ 27″ E / 41.3947°N,2.1408°E     | IPA-46072 | Jardins del Parc del Turó (Barcelona) · Vegeu més fotos d'aquest monument · Carregueu una nova foto d'aquest monument                                     |
| Conjunt d'habitatges del Banc Urquijo                                                        |           | Postmodernisme 1968-1973                                          | Barcelona C. Raset, 21-29 - c. Modolell, 29-31                                          | 41° 23′ 55″ N, 2° 08′ 12″ E / 41.39864°N,2.13674°E   | IPA-46075 | Conjunt d'habitatges del Banc Urquijo (Barcelona) · Vegeu més fotos d'aquest monument · Carregueu una nova foto d'aquest monument                         |
| Clínica Oftalmològica Barraquer                                                              |           | Racionalisme, Art Déco 1934                                       | Barcelona C. Muntaner, 314 - c. Laforja, 86-92                                          | 41° 23′ 49″ N, 2° 08′ 46″ E / 41.39692°N,2.14599°E   | IPA-46078 | Clínica Oftalmològica Barraquer (Barcelona) · Vegeu més fotos d'aquest monument · Carregueu una nova foto d'aquest monument                               |
| Grup d'habitatges de les Cotxeres de Sarrià                                                  |           | Postmodernisme 1968-1973                                          | Barcelona Pg. Manuel Girona, 75 - c. Francesc Carbonell                                 | 41° 23′ 32″ N, 2° 07′ 42″ E / 41.39225°N,2.12820°E   | IPA-46079 | Grup d'habitatges de les Cotxeres de Sarrià (Barcelona) · Vegeu més fotos d'aquest monument · Carregueu una nova foto d'aquest monument                   |
| Col·legi de Metges                                                                           |           | Racionalisme tardà 1966-1975                                      | Barcelona Pg. Bonanova, 47                                                              | 41° 24′ 15″ N, 2° 07′ 46″ E / 41.40418°N,2.12931°E   | IPA-46083 | Col·legi de Metges (Barcelona) · Vegeu més fotos d'aquest monument · Carregueu una nova foto d'aquest monument                                            |
| Edifici d'habitatges Frégoli                                                                 |           | Darreres tendències 1972-1975                                     | Barcelona C. Madrazo, 54-56                                                             | 41° 23′ 57″ N, 2° 08′ 51″ E / 41.399274°N,2.147510°E | IPA-46088 | Edifici d'habitatges Frégoli (Barcelona) · Vegeu més fotos d'aquest monument · Carregueu una nova foto d'aquest monument                                  |
| Institut Francès                                                                             |           | Racionalisme tardà, Escola de Barcelona 1972-1975                 | Barcelona C. Moià, 8-12                                                                 | 41° 23′ 43″ N, 2° 09′ 06″ E / 41.39529°N,2.15177°E   | IPA-46098 | Institut Francès (Barcelona) · Vegeu més fotos d'aquest monument · Carregueu una nova foto d'aquest monument                                              |
| Restaurant La Balsa                                                                          |           | Postmodernisme, Escola de Barcelona 1978-1979                     | Barcelona C. Infanta Isabel, 4                                                          | 41° 24′ 39″ N, 2° 07′ 49″ E / 41.41092°N,2.13027°E   | IPA-46101 | Restaurant La Balsa (Barcelona) · Vegeu més fotos d'aquest monument · Carregueu una nova foto d'aquest monument                                           |
| Torre de Telecomunicacions de Collserola                                                     |           | Norman Foster 1989-1992                                           | Barcelona Turó de Vilana, Parc de Collserola                                            | 41° 25′ 02″ N, 2° 06′ 51″ E / 41.41722°N,2.11417°E   | IPA-46114 | Torre de Telecomunicacions de Collserola (Barcelona) · Vegeu més fotos d'aquest monument · Carregueu una nova foto d'aquest monument                      |
| Ampliacions de la Clínica Corachan                                                           |           | 1967-1986                                                         | Barcelona C. Buïgas, 19                                                                 | 41° 23′ 38″ N, 2° 07′ 48″ E / 41.39390°N,2.13007°E   | IPA-46146 | Ampliacions de la Clínica Corachan (Barcelona) · Vegeu més fotos d'aquest monument · Carregueu una nova foto d'aquest monument                            |
| Edifici d'habitatges als carrers de l'Avenir i Muntaner                                      |           | Racionalisme 1963-1966                                            | Barcelona C. de l'Avenir, 35-37 - c. de Muntaner, 271-275                               | 41° 23′ 45″ N, 2° 08′ 49″ E / 41.39588°N,2.14700°E   | IPA-46155 | Edifici d'habitatges als carrers de l'Avenir i Muntaner (Barcelona) · Vegeu més fotos d'aquest monument · Carregueu una nova foto d'aquest monument       |
| Edifici Seida                                                                                |           | Racionalisme 1959-1967                                            | Barcelona Av. de Sarrià, 130-152                                                        | 41° 23′ 33″ N, 2° 07′ 53″ E / 41.39247°N,2.13144°E   | IPA-46157 | Edifici Seida (Barcelona) · Vegeu més fotos d'aquest monument · Carregueu una nova foto d'aquest monument                                                 |
| Edifici d'habitatges als carrers del Rosari i de Calatrava                                   |           | Racionalisme 1964-1968                                            | Barcelona C. de Calatrava, 2-6 - c. del Rosari, 45                                      | 41° 23′ 53″ N, 2° 07′ 55″ E / 41.39805°N,2.13195°E   | IPA-46165 | Edifici d'habitatges als carrers del Rosari i de Calatrava (Barcelona) · Vegeu més fotos d'aquest monument · Carregueu una nova foto d'aquest monument    |
| Edifici d'habitatges Via Augusta i carrer de Brusi                                           |           | Racionalisme 1966-1968                                            | Barcelona Via Augusta, 128-132 - c. Brusi, 37-45                                        | 41° 24′ 02″ N, 2° 08′ 45″ E / 41.40065°N,2.14576°E   | IPA-46166 | Edifici d'habitatges Via Augusta i carrer de Brusi (Barcelona) · Vegeu més fotos d'aquest monument · Carregueu una nova foto d'aquest monument            |
| Grup residencial El Frare Negre i jardins Maluquer                                           |           | Eusebi Bona i Puig XX                                             | Barcelona Pg. Sant Gervasi, 34-38 - c. Balmes, 429-449 - ptge. Maluquer, 1-22           | 41° 24′ 36″ N, 2° 08′ 10″ E / 41.40991°N,2.13606°E   | IPA-46284 | Grup residencial El Frare Negre i jardins Maluquer (Barcelona) · Vegeu més fotos d'aquest monument · Carregueu una nova foto d'aquest monument            |
| Casa Jaume Sans Ribalta                                                                      |           | Racionalisme Jaume Mestres i Fossas XX                            | Barcelona Pl. Molina, 1-7 - c. Balmes, 289 - c. Alfons XII, 86                          | 41° 24′ 05″ N, 2° 08′ 49″ E / 41.40143°N,2.14697°E   | IPA-46298 | Casa Jaume Sans Ribalta (Barcelona) · Vegeu més fotos d'aquest monument · Carregueu una nova foto d'aquest monument                                       |
| Forn del turó de Castellví                                                                   |           | Obra popular                                                      | Barcelona Turó de Castellví, serra de Collserola                                        |                                                      | IPA-46340 | Carregueu una nova foto d'aquest monument |
| Casa Barangé de Pedralbes, Can Mora                                                          |           | Racionalisme 1933                                                 | Barcelona Pl. Jaume II, 8 - c. Monestir, 22                                             | 41° 23′ 54″ N, 2° 06′ 59″ E / 41.39845°N,2.11627°E   | IPA-46394 | Casa Barangé de Pedralbes (Barcelona) · Vegeu més fotos d'aquest monument · Carregueu una nova foto d'aquest monument                                     |
| Casa Puig i Gairalt                                                                          |           | Ramon Puig i Gairalt XX                                           | Barcelona C. Granados, 3                                                                | 41° 24′ 19″ N, 2° 07′ 04″ E / 41.40533°N,2.11764°E   | IPA-46395 | Casa Puig i Gairalt (Barcelona) · Vegeu més fotos d'aquest monument · Carregueu una nova foto d'aquest monument                                           |
| Casa Rosales                                                                                 |           | Racionalisme 1935                                                 | Barcelona C. Iradier, 3                                                                 | 41° 24′ 12″ N, 2° 07′ 35″ E / 41.40342°N,2.12632°E   | IPA-46396 | Casa Rosales (Barcelona) · Vegeu més fotos d'aquest monument · Carregueu una nova foto d'aquest monument                                                  |
| Casa Lluís Jara Urbano                                                                       |           | Racionalisme Josep Soteras Mauri XX                               | Barcelona C. Balmes, 371 - rda. General Mitre                                           | 41° 24′ 16″ N, 2° 08′ 26″ E / 41.40448°N,2.14042°E   | IPA-46401 | Casa Lluís Jara Urbano (Barcelona) · Vegeu més fotos d'aquest monument · Carregueu una nova foto d'aquest monument                                        |
| Casa Illescas del carrer d'Atenes                                                            |           | Racionalisme Sixte Illescas i Mirosa XX                           | Barcelona C. Atenes, 5 - c. Turó de Monterols, 2-4                                      | 41° 24′ 10″ N, 2° 08′ 36″ E / 41.40271°N,2.14321°E   | IPA-46402 | Casa Illescas del carrer d'Atenes (Barcelona) · Vegeu més fotos d'aquest monument · Carregueu una nova foto d'aquest monument                             |
| Casa Illescas del carrer de Lincoln                                                          |           | Racionalisme Sixte Illescas i Mirosa XX                           | Barcelona C. Lincoln, 42                                                                | 41° 24′ 08″ N, 2° 08′ 51″ E / 41.40220°N,2.14745°E   | IPA-46403 | Casa Illescas del carrer de Lincoln (Barcelona) · Vegeu més fotos d'aquest monument · Carregueu una nova foto d'aquest monument                           |
| Casa Maria Cabra Urgell                                                                      |           | Racionalisme Pere Benavent de Barberà Abelló XX                   | Barcelona C. Madrazo, 83-87 - c. Dènia, 33                                              | 41° 23′ 57″ N, 2° 08′ 51″ E / 41.39908°N,2.14761°E   | IPA-46405 | Casa Maria Cabra Urgell (Barcelona) · Vegeu més fotos d'aquest monument · Carregueu una nova foto d'aquest monument                                       |
| Bloc Bonanova, Casa Masana                                                                   |           | Racionalisme Sixte Illescas i Mirosa XX                           | Barcelona Pg. de Sant Gervasi, 1-3                                                      | 41° 24′ 26″ N, 2° 08′ 02″ E / 41.40711°N,2.13385°E   | IPA-46597 | Bloc Bonanova (Barcelona) · Vegeu més fotos d'aquest monument · Carregueu una nova foto d'aquest monument                                                 |
| Casa Francesca Espona i Brunet                                                               |           | Racionalisme Ramon Duran i Reynals XX                             | Barcelona C. Muntaner, 568                                                              | 41° 24′ 21″ N, 2° 08′ 03″ E / 41.40594°N,2.13425°E   | IPA-46598 | Casa Francesca Espona i Brunet (Barcelona) · Vegeu més fotos d'aquest monument · Carregueu una nova foto d'aquest monument                                |
| Casa Icart                                                                                   |           | Noucentisme Xavier Turull i Ventosa XX                            | Barcelona C. Balmes, 390 - pl. de Figuerola, 2                                          | 41° 24′ 20″ N, 2° 08′ 22″ E / 41.40547°N,2.13946°E   | IPA-49543 | Casa Icart (Barcelona) · Vegeu més fotos d'aquest monument · Carregueu una nova foto d'aquest monument                                                    |
| Casa Ramon Rosés de Milans                                                                   |           | Noucentisme Antoni Puig i Gairalt 1920                            | Barcelona C. Duquessa d'Orleans, 11 - av. Josep Vicenç Foix, 86                         | 41° 23′ 52″ N, 2° 07′ 14″ E / 41.39770°N,2.12066°E   | IPA-49544 | Casa Ramon Rosés de Milans (Barcelona) · Vegeu més fotos d'aquest monument · Carregueu una nova foto d'aquest monument                                    |
| Casa Riudor                                                                                  |           | Noucentisme Lluís Bonet i Garí XX                                 | Barcelona C. Marià Cubí, 13 - c. Regàs, 23                                              | 41° 23′ 57″ N, 2° 09′ 04″ E / 41.39915°N,2.15124°E   | IPA-49545 | Casa Riudor (Barcelona) · Vegeu més fotos d'aquest monument · Carregueu una nova foto d'aquest monument                                                   |
| Conjunt de cases del passatge Güell                                                          |           | Noucentisme Xavier Turull i Ventosa XX                            | Barcelona Pg. Bonanova, 14-20 - ptge. Güell                                             | 41° 24′ 21″ N, 2° 07′ 52″ E / 41.4058°N,2.1311°E     | IPA-49547 | Conjunt de cases del passatge Güell (Barcelona) · Vegeu més fotos d'aquest monument · Carregueu una nova foto d'aquest monument                           |
| Can Vilardaga                                                                                |           | Noucentisme Isidre Puig i Boada 1927                              | Barcelona Pl. Vallvidrera, 1                                                            | 41° 24′ 47″ N, 2° 06′ 15″ E / 41.41294°N,2.10419°E   | IPA-50871 | Can Vilardaga (Barcelona) · Vegeu més fotos d'aquest monument · Carregueu una nova foto d'aquest monument                                                 |
| Casa Antoni Carbó                                                                            |           | Noucentisme Albert Carbó Pompido XX                               | Barcelona C. Alt de Gironella, 42 - c. Àngel Guimerà                                    | 41° 23′ 47″ N, 2° 07′ 58″ E / 41.39636°N,2.13265°E   | IPA-50876 | Casa Antoni Carbó (Barcelona) · Vegeu més fotos d'aquest monument · Carregueu una nova foto d'aquest monument                                             |
| Casa d'habitatges de Pasqual Soldevilla                                                      |           | Noucentisme, Art Déco Adolf Florensa Ferrer XX                    | Barcelona C. Muntaner, 248                                                              | 41° 23′ 41″ N, 2° 08′ 56″ E / 41.39467°N,2.14893°E   | IPA-50883 | Casa d'habitatges de Pasqual Soldevilla (Barcelona) · Vegeu més fotos d'aquest monument · Carregueu una nova foto d'aquest monument                       |
| Casa d'habitatges de J. Figueras                                                             |           | Noucentisme, Art Déco Adolf Florensa Ferrer XX                    | Barcelona C. Muntaner, 244                                                              | 41° 23′ 40″ N, 2° 08′ 57″ E / 41.39451°N,2.14914°E   | IPA-50887 | Casa d'habitatges de J. Figueras (Barcelona) · Vegeu més fotos d'aquest monument · Carregueu una nova foto d'aquest monument                              |
| Casa Francisca Cortés de Requesens                                                           |           | Noucentisme Ramon Puig i Gairalt XX                               | Barcelona Via Augusta, 7                                                                | 41° 23′ 47″ N, 2° 09′ 18″ E / 41.39631°N,2.15511°E   | IPA-50897 | Casa Francisca Cortés de Requesens (Barcelona) · Vegeu més fotos d'aquest monument · Carregueu una nova foto d'aquest monument                            |
| Cases Joan Garriga                                                                           |           | Noucentisme Isidre Puig Boada 1920                                | Barcelona C. de l’Esperança, 29-33 - c. Vilana, 9                                       | 41° 24′ 18″ N, 2° 07′ 42″ E / 41.40505°N,2.12832°E   | IPA-50933 | Cases Joan Garriga (Barcelona) · Vegeu més fotos d'aquest monument · Carregueu una nova foto d'aquest monument                                            |
| Cases Estradé                                                                                |           | Noucentisme Ramon Puig Gairalt 1925                               | Barcelona C. Santaló, 70 - c. Calaf, 17-19                                              | 41° 23′ 50″ N, 2° 08′ 38″ E / 41.39721°N,2.14396°E   | IPA-50937 | Cases Estradé (Barcelona) · Vegeu més fotos d'aquest monument · Carregueu una nova foto d'aquest monument                                                 |
| Conjunt de Cases Barates de la Cooperativa d'Estatge CADCI I                                 |           | Noucentisme Bonaventura Bassegoda i Amigó 1923-1927               | Barcelona C. d’Eduardo Conde, 7-9 - ptge. del Roserar, 3-23 - pg. de Claudi Güell, 2-24 | 41° 23′ 30″ N, 2° 07′ 16″ E / 41.3916°N,2.1211°E     | IPA-50944 | Conjunt de Cases Barates de la Cooperativa d'Estatge CADCI I (Barcelona) · Vegeu més fotos d'aquest monument · Carregueu una nova foto d'aquest monument  |
| Conjunt de Cases Barates de la Cooperativa d'Estatge CADCI II                                |           | Noucentisme Bonaventura Bassegoda i Amigó 1930-1932               | Barcelona C. Manuel de Falla, 2 - c Riu de l’Or, 1-13 - c. d’Ifni, 2-16                 | 41° 23′ 33″ N, 2° 07′ 26″ E / 41.3926°N,2.1240°E     | IPA-50945 | Conjunt de Cases Barates de la Cooperativa d'Estatge CADCI II (Barcelona) · Vegeu més fotos d'aquest monument · Carregueu una nova foto d'aquest monument |
| Edifici d'habitatges de l'avinguda Diagonal, 576                                             |           | Noucentisme XX                                                    | Barcelona Av. Diagonal, 576 - ptge. de Marimon, 27                                      | 41° 23′ 38″ N, 2° 08′ 54″ E / 41.39399°N,2.14842°E   | IPA-50946 | Edifici d'habitatges de l'avinguda Diagonal, 576 (Barcelona) · Vegeu més fotos d'aquest monument · Carregueu una nova foto d'aquest monument              |
| Edifici d'habitatges del carrer Casanova, 260                                                |           | Noucentisme Josep Rodríguez Lloveras XX                           | Barcelona C. Casanova, 260                                                              | 41° 23′ 38″ N, 2° 08′ 51″ E / 41.39397°N,2.14759°E   | IPA-50954 | Edifici d'habitatges del carrer Casanova, 260 (Barcelona) · Vegeu més fotos d'aquest monument · Carregueu una nova foto d'aquest monument                 |
| Edifici d'habitatges del carrer Muntaner, 530                                                |           | Noucentisme Ramon Tèrmens i Mauri XX                              | Barcelona C. Muntaner, 530-530B                                                         | 41° 24′ 17″ N, 2° 08′ 09″ E / 41.40476°N,2.13591°E   | IPA-50987 | Edifici d'habitatges del carrer Muntaner, 530 (Barcelona) · Vegeu més fotos d'aquest monument · Carregueu una nova foto d'aquest monument                 |
| Escola Els Xiprers                                                                           |           | Noucentisme Adolf Florensa Ferrer XX                              | Barcelona Camí del Salze, 16 - ctra. de l’Església, 15, prop del Baixador Vallvidrera   | 41° 25′ 12″ N, 2° 06′ 09″ E / 41.41991°N,2.10244°E   | IPA-51025 | Escola Els Xiprers (Barcelona) · Vegeu més fotos d'aquest monument · Carregueu una nova foto d'aquest monument                                            |
| Font de la Budellera                                                                         |           | Noucentisme Jean Claude Nicolas Forestier 1918                    | Barcelona Ctra. de l’Església, 72, Parc Natural de Collserola                           | 41° 25′ 10″ N, 2° 06′ 45″ E / 41.41939°N,2.11248°E   | IPA-51061 | Font de la Budellera (Barcelona) · Vegeu més fotos d'aquest monument · Carregueu una nova foto d'aquest monument                                          |
| Parc de la Font del Racó                                                                     |           | Noucentisme Nicolau M. Rubió i Tudurí 1926                        | Barcelona Av. del Tibidabo, 72 - c. Lluís Muntadas, 1                                   | 41° 24′ 57″ N, 2° 07′ 51″ E / 41.4159°N,2.1308°E     | IPA-51065 | Parc de la Font del Racó (Barcelona) · Vegeu més fotos d'aquest monument · Carregueu una nova foto d'aquest monument                                      |
| Plaça d'Adrià                                                                                |           | Noucentisme Nicolau M. Rubió i Tudurí XX                          | Barcelona Pl. d'Adrià - c. Muntaner - c. Santaló - c. del Camp                          | 41° 24′ 05″ N, 2° 08′ 21″ E / 41.4014°N,2.1393°E     | IPA-51067 | Plaça d'Adrià (Barcelona) · Vegeu més fotos d'aquest monument · Carregueu una nova foto d'aquest monument                                                 |
| Plaça de Francesc Macià                                                                      |           | Noucentisme Nicolau M. Rubió Tudurí 1926                          | Barcelona Av. Diagonal - av. Pau Casals - av. Josep Tarradellas - c. Comte d’Urgell     | 41° 23′ 34″ N, 2° 08′ 40″ E / 41.3928°N,2.1444°E     | IPA-51070 | Plaça de Francesc Macià (Barcelona) · Vegeu més fotos d'aquest monument · Carregueu una nova foto d'aquest monument                                       |
| Tomba de Carles Riba i Clementina Arderiu                                                    |           | Noucentisme Josep Clarà Ayats XX                                  | Barcelona C. del Dr. Roux, cementiri de Sarrià, departament 2, panteó 8                 | 41° 24′ 04″ N, 2° 07′ 39″ E / 41.401169°N,2.127571°E | IPA-51075 | Tomba de Carles Riba i Clementina Arderiu (Barcelona) · Vegeu més fotos d'aquest monument · Carregueu una nova foto d'aquest monument                     |
| Torre del Dr. Enric Cera Buxeda                                                              |           | Noucentisme Enric Sagnier Villavecchia XX                         | Barcelona C. de Vico, 20-24 - c. de Freixa, 21                                          | 41° 23′ 58″ N, 2° 08′ 11″ E / 41.39944°N,2.13628°E   | IPA-51078 | Torre del Dr. Enric Cera Buxeda (Barcelona) · Vegeu més fotos d'aquest monument · Carregueu una nova foto d'aquest monument                               |
| Torre J. Mitjans                                                                             |           | Noucentisme Josep M. Pericas i Morros, Rafael Masó i Valentí 1928 | Barcelona C. Menor de Sarrià, 6-8                                                       | 41° 24′ 00″ N, 2° 07′ 21″ E / 41.39996°N,2.12251°E   | IPA-51079 | Torre J. Mitjans (Barcelona) · Vegeu més fotos d'aquest monument · Carregueu una nova foto d'aquest monument                                              |
| Xalet Enric Rouquier i Ana M. Angulo Archs                                                   |           | Noucentisme Ramon Puig Gairalt XX                                 | Barcelona C. Navarro i Reverter, 11                                                     | 41° 24′ 56″ N, 2° 06′ 19″ E / 41.41559°N,2.10533°E   | IPA-51087 | Xalet Enric Rouquier i Ana M. Angulo Archs (Barcelona) · Vegeu més fotos d'aquest monument · Carregueu una nova foto d'aquest monument                    |
| Mercat de Sarrià, Mercat de Sant Vicenç                                                      |           | Modernisme Arnau Calvet i Peyronill 1911                          | Barcelona Av. Reina Elisenda, 8                                                         | 41° 24′ 00″ N, 2° 07′ 15″ E / 41.4000°N,2.1207°E     | IPA-53447 | Mercat de Sarrià (Barcelona) · Vegeu més fotos d'aquest monument · Carregueu una nova foto d'aquest monument                                              |